# Nicolás Goitea
Nicolás Omar Eduardo Goitea (Santiago del Estero, 11 de junio de 1997) es un futbolista argentino que juega como defensor y su equipo actual es Huracán, de la Primera División de Argentina.

## Trayectoria
Comenzó su carrera en la Reserva de Central Córdoba (SdE) en la temporada 2019-20, donde tuvo una participación notable en el Torneo Proyección y la Copa Proyección, jugando un total de 21 partidos. Posteriormente, en esa misma temporada, se unió a Mitre (SdE), donde continuó su desarrollo en la Primera Nacional, participando en 3 partidos.
En la siguiente temporada 2020-21, continuó en Mitre, participando en 25 partidos y anotando 3 goles en la Primera Nacional.
Para la temporada 2021-22, siguió en Atlético Mitre SdE, esta vez participando en 15 partidos de la Primera Nacional.
Para la temporada 2023, se unió a Delfín de la Serie A de Ecuador. Aquí, tuvo una participación destacada en el torneo local, jugando 29 partidos y anotando 2 goles. Su contribución fue vital tanto en la primera etapa, donde jugó 13 partidos y anotó un gol, como en la segunda etapa, con 15 partidos jugados y un gol anotado. Además, también disputó la Copa Sudamericana en la fase previa, donde su equipo fue eliminado ante Liga Deportiva Universitaria.
El 16 de enero de 2025 el fichó por Huracán.

## Estadísticas

### Clubes
Actualizado al último partido disputado el 30 de noviembre de 2024.
| Club                  | Div.          | Temporada     | Liga  | Liga  | Copas nacionales | Copas nacionales | Copas internacionales | Copas internacionales | Total | Total |
| Club                  | Div.          | Temporada     | Part. | Goles | Part.            | Goles            | Part.                 | Goles                 | Part. | Goles |
| --------------------- | ------------- | ------------- | ----- | ----- | ---------------- | ---------------- | --------------------- | --------------------- | ----- | ----- |
| Mitre (SdE) Argentina | 2.ª           | 2019-20       | 5     | 0     | —                | —                | —                     | —                     | 5     | 0     |
| Mitre (SdE) Argentina | 2.ª           | 2021          | 24    | 3     | —                | —                | —                     | —                     | 24    | 3     |
| Mitre (SdE) Argentina | 2.ª           | 2022          | 15    | 0     |                  |                  |                       |                       | 15    | 0     |
| Mitre (SdE) Argentina | Total club    | Total club    | 44    | 3     | 0                | 0                | 0                     | 0                     | 44    | 3     |
| Delfín · Ecuador      | 1.ª           | 2023          | 28    | 2     | —                | —                | 1                     | 0                     | 29    | 2     |
| Delfín · Ecuador      | 1.ª           | 2024          | 30    | 2     | 1                | 0                | 7                     | 0                     | 38    | 2     |
| Delfín · Ecuador      | Total club    | Total club    | 58    | 4     | 1                | 0                | 8                     | 0                     | 67    | 4     |
| Total carrera         | Total carrera | Total carrera | 102   | 7     | 1                | 0                | 8                     | 0                     | 111   | 7     |
| 1. 2.                 |               |               |       |       |                  |                  |                       |                       |       |       |